# Камео Альфреда Хичкока
Камео Альфреда Хичкока — эпизодические роли Альфреда Хичкока, сыгранные им в собственных фильмах. В серии интервью с Франсуа Трюффо в 1966 году режиссёр рассказал, что изначально его появления были обусловлены простыми техническими причинами, впоследствии же ставшие его фирменным стилем:
Задача была вполне утилитарна: заполнить кадр. Потом это превратилось в суеверный предрассудок и наконец в гэг. Но в последнее время этот гэг стал причинять немало хлопот; я стараюсь показаться на экране в первые 5 минут, чтобы дать людям спокойно смотреть фильм, не выискивая меня в толпе статистов.
В 1950 году в статье «Мастер саспенса: самоанализ» для The New York Times Хичкок писал:
Режиссёр должен знать, как живётся другой половине команды. Поэтому я перемещаюсь по другую сторону камеры, давая возможность моей съёмочной группе снимать меня, так что я могу узнать, что же это такое, сниматься у моей съёмочной группы.
Всего Хичкок сыграл 39 камео в 37 своих собственных картинах (в фильмах «Верёвка» и «Под знаком Козерога» — по два раза). Впервые он появился в немой киноленте «Жилец» в 1927 году. После переезда в Голливуд в 1940 году, начиная с «Ребекки», он снимается в каждом фильме.
Режиссёр появляется перед зрителем в различных сюжетных ситуациях. Чаще всего он один, в роли случайного прохожего, в общественных местах (железнодорожных станциях, аэропортах) в толпе людей, нередко использует общественный транспорт (автобусы, поезда, метро). В кадре выполняет различные действия: переносит музыкальные инструменты (скрипку, виолончель, контрабас, трубу), курит, играет в карты, читает книгу или газету. В фильмах «В случае убийства набирайте „М“», «Спасательная шлюпка», «Верёвка» Хичкок не появляется на экране вживую — он запечатлён на фотографии, в газетной рекламе, его силуэт мерцает на уличной вывеске.